# تپه آلاباما (کالیفرنیا)
تپه آلاباما، کالیفرنیا (به انگلیسی: Alabama Hills, California) یک محدوده ثبت‌نشده در ایالات متحده آمریکا است که در ایالت کالیفرنیا واقع شده‌است.

## خصوصیات
تپه آلاباما ۱٬۳۸۲ متر بالاتر از سطح دریا قرار دارد.